# Jason Detrick
Jason David Detrick (* 5. Dezember 1980 in Lautzenhausen) ist ein US-amerikanisch-österreichischer Basketballspieler.

## Laufbahn
Detrick wurde im deutschen Lautzenhausen geboren, sein Vater war Soldat der US-Armee und eine Zeit lang in Deutschland stationiert. Aufgrund des Berufes des Vaters zog die Familie mehrmals um, er wuchs in Orten in den Bundesstaaten Kalifornien, Montana, Pennsylvania und Virginia auf. Nachdem er von 1999 bis 2001 an der Southwest Missouri State University-West Plains (in deren Sportler-Ruhmeshalle er später aufgenommen wurde) gespielt hatte, stand er von 2001 bis 2004 im Kader der Auswahl der University of Oklahoma. 2002 stieß Detrick mit Oklahoma bis ins Finalturnier der NCAA vor. Er erlangte zudem einen Hochschulabschluss im Fach afro-amerikanische Studien.
Er begann seine Karriere als Berufsbasketballspieler bei den Oberwart Gunners in der österreichischen Bundesliga und sorgte gleich in seiner ersten Saison für Aufsehen: Mit Oberwart gewann er den Pokalwettbewerb und wurde Vizemeister. Detrick erzielte als Liganeuling in 36 Bundesliga-Einsätzen im Schnitt 26,4 Punkte pro Partie und wurde als bester Bundesliga-Spieler der Saison 2004/05 ausgezeichnet.
Mit Groningen erreichte er 2006 das Finale um die niederländische Meisterschaft, musste sich aber mit Silber begnügen. Wie in Oberwart war Detrick auch bei seinem zweiten Verein in Österreich (Panthers Fürstenfeld) in der Saison 2006/07 einer der besten Offensivspieler der Bundesliga. Zwischen 2007 und 2012 war er in Spanien aktiv: In der zweiten Liga des Landes bewies er wiederum seine Klasse als zuverlässiger Korbschütze. In der Liga ACB, der höchsten Spielklasse Spaniens, wo er 2009/10 für Lagun Aro auflief, war er in dieser Hinsicht minder erfolgreich.
Nach den Jahren in Spanien folgten Abstecher nach Zypern und Brasilien, eine kurze Rückkehr nach Oberwart und ein Intermezzo in der italienischen Serie A, ehe er im Februar 2014 zum BC Vienna wechselte. Mit den Wienern wurde er 2015 Vizemeister. Zur Saison 2016/17 ging er von Wien zu Arkadia Traiskirchen.
Im Vorfeld des Spieljahres 2017/18 kehrte er zum BC Hallmann (ehemals BC Zepter) nach Wien zurück. 2018/19 wurde er als bester österreichischer Spieler der Saison ausgezeichnet, zudem war er bester Korbschütze des Grunddurchgangs. 2022 wurde er mit Wien österreichischer Meister.

### Nationalmannschaft
Im Juli 2009 wurde Detrick, der mit einer Österreicherin verheiratet ist, vom Ministerrat die Einbürgerung gewährt. Im selben Jahr debütierte er in der österreichischen Nationalmannschaft.